# Amphoe Sop Moei

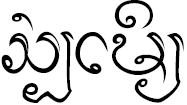
„Sop Moei“ in Lanna-Schrift

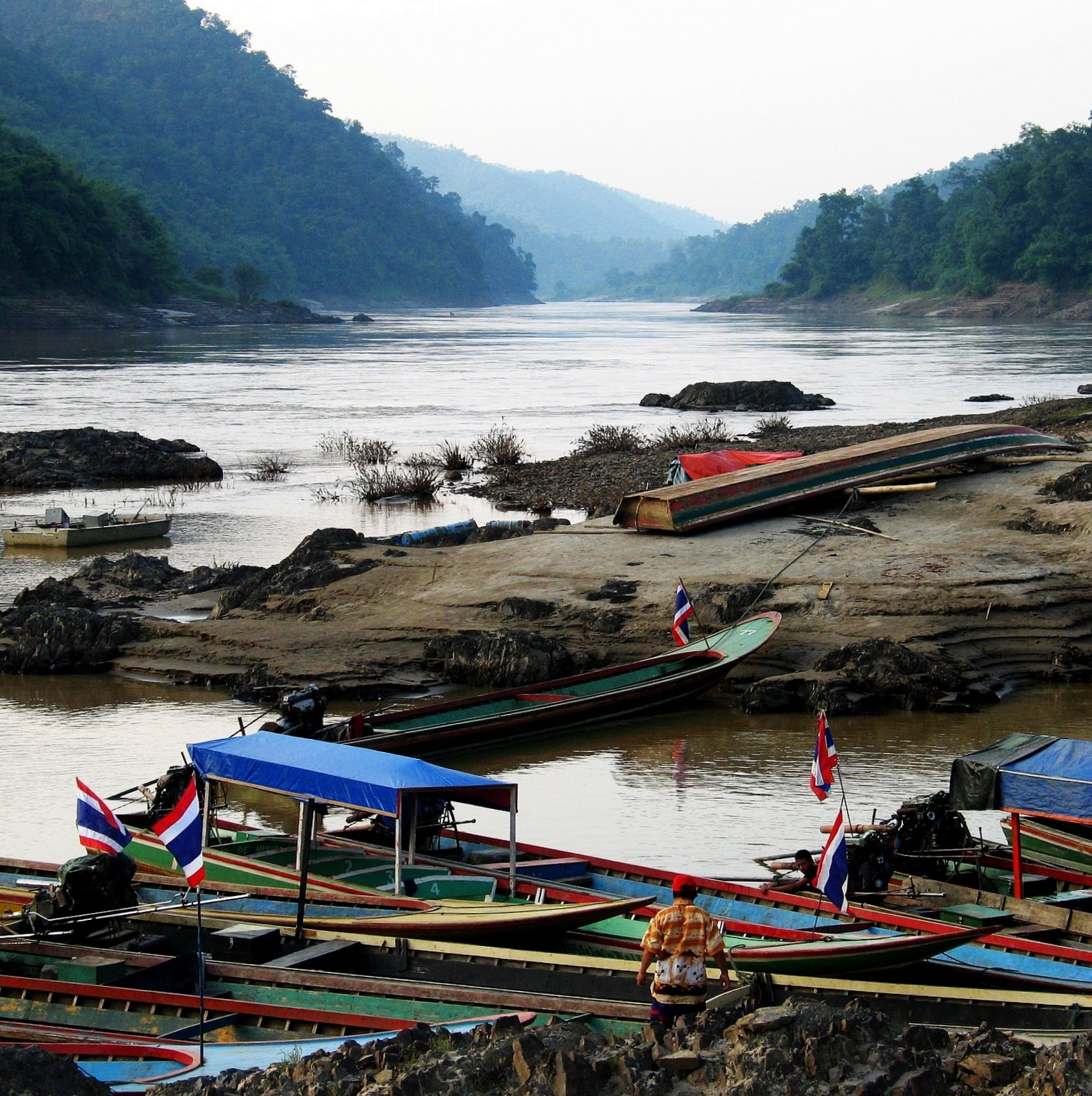
Der Saluen (Salawin) am thailändischen Grenzort Mae Sam Laep

Amphoe Sop Moei (in Thai อำเภอ สบเมย) ist der südlichste Landkreis (Amphoe – Verwaltungs-Distrikt) der Provinz Mae Hong Son. Die Provinz Mae Hong Son liegt in der Nordregion von Thailand. 

## Geographie
Benachbarte Bezirke (von Süden im Uhrzeigersinn): Amphoe Tha Song Yang in der Provinz Tak, der Kayin-Staat von Myanmar, Amphoe Mae Sariang in der Provinz Mae Hong Son sowie die Amphoe Hot und Omkoi in der Provinz Chiang Mai.
Wichtige Flüsse des Landkreises sind der Saluen (auch: Salween, Thai: Maenam Salawin, แม่น้ำสาละวิน), der Maenam Moei (Moei-Fluss), der Ngao (Ngao-Fluss) und der Maenam Yuam (Yuam-Fluss).
Der Nationalpark Mae Ngao liegt im Kreis Sop Moei.

## Geschichte
Sop Moei wurde am 1. April 1984 zunächst als „Zweigkreis“ (King Amphoe) eingerichtet, indem die Tambon Sop Moei, Mae Khatuan und Kong Koi vom Amphoe Mae Sariang abgetrennt wurden. 
Am 3. November 1993 wurde Sop Moei zum Amphoe heraufgestuft.

## Verwaltung

### Provinzverwaltung
Der Landkreis Sop Moei ist in sechs Tambon („Unterbezirke“ oder „Gemeinden“) eingeteilt, die sich weiter in 58 Muban („Dörfer“) unterteilen.
| Nr. | Name         | Thai     | Muban | Einw. |
| --- | ------------ | -------- | ----- | ----- |
| 01. | Sop Moei     | สบเมย    | 12    | 5.901 |
| 02. | Mae Khatuan  | แม่คะตวน  | 08    | 6.197 |
| 03. | Kong Koi     | กองก๋อย   | 09    | 5.238 |
| 04. | Mae Suat     | แม่สวด    | 12    | 6.966 |
| 05. | Pa Pong      | ป่าโปง    | 07    | 3.931 |
| 06. | Mae Sam Laep | แม่สามแลบ | 10    | 6.485 |

### Lokalverwaltung
Im Landkreis gibt es sechs „Tambon-Verwaltungsorganisationen“ (องค์การบริหารส่วนตำบล – Tambon Administrative Organizations, TAO)
- Sop Moei (Thai: องค์การบริหารส่วนตำบลสบเมย) bestehend aus dem kompletten Tambon Sop Moei.
- Mae Khatuan (Thai: องค์การบริหารส่วนตำบลแม่คะตวน) bestehend aus dem kompletten Tambon Mae Khatuan.
- Kong Koi (Thai: องค์การบริหารส่วนตำบลกองก๋อย) bestehend aus dem kompletten Tambon Kong Koi.
- Mae Suat (Thai: องค์การบริหารส่วนตำบลแม่สวด) bestehend aus dem kompletten Tambon Mae Suat.
- Pa Pong (Thai: องค์การบริหารส่วนตำบลป่าโปง) bestehend aus dem kompletten Tambon Pa Pong.
- Mae Sam Laep (Thai: องค์การบริหารส่วนตำบลแม่สามแลบ) bestehend aus dem kompletten Tambon Mae Sam Laep.